# 四國旅客鐵道

淺藍色位置為JR四國位置

四国旅客铁道（日语：／ Shikoku Ryokaku Tetsudō */?），簡稱JR四國、JR-S，是日本7間JR鐵路公司之一。

## 歷史

### 民營化起至1999年
- 1987年：

- 4月1日：四國旅客鐵道成立，由政府經營的日本國有鐵道中分拆及私營化。
- 7月1日：國内旅行業開始。

- 1988年：

- 4月1日：中村線停運，改由土佐黑潮鐵道繼續營運。同時開始直通運轉。
- 4月10日：瀨戶大橋線啟用，快速列車「Marine Liner」開始營運。同時，宇高連絡船減班。高德線的最高速度由85km/h提升至110km/h，特急列車「渦潮」開始營運。
- 6月1日：取消「○○本線」路線命名，僅稱「○○線」。

- 1989年：

- 3月11日：特急列車「南風」、「四萬十」(2000系柴油動車組)開始營運。瀨戶大橋線兒島站－宇多津站之間及土讚線多度津站－阿波池田站之間的最高速度提升至120km/h。
- 7月1日：土讚線阿波池田站－高知站之間的最高速度提升至120km/h。
- 10月14日：高松站~東京站之間的夜行長途巴士開始營運。

1990年：
- 4月1日：宇高連接船停運。
- 11月21日：特急列車「潮風」(2000系柴油動車組)投入服務。予讚線之伊予北條站－伊予市站電氣化。予讚線、内子線及土讚線之高知站－窪川站之間的最高速度提升至120km/h(一部分的最高速度提升至110km/h)。牟岐線全線的最高速度提升至110km/h。特急列車「渦潮」開始營運。

- 1991年：

- 3月16日：宇高連接船完全停用。
- 11月21日：四國全線開始自動信號化及CTC化。

- 1992年：

- 3月26日：阿佐海岸鐵道阿佐東線開始營業，同線開始互相直通運輸。
- 4月1日：國鐵50系客車（高德線只餘下一班客車班次）停止營運，所有列車冷氣化。
- 8月15日：予讚線之觀音寺站－新居濱站之間、今治站－伊予北條站之間電氣化。特急列車「石鎚」、「潮風」8000系電聯車開始營運。

- 1993年：

- 3月18日：予讚線今治站－新居濱站之間電氣化，高松站－伊予市站之間電氣化完成。由松山折返之特急列車「石鎚」、「微風」開始營運，最高速度為130km/h。

- 1994年：

- 12月1日：所有快速及普通列車全面禁菸。

- 1996年：

- 3月16日：德島線全線的最高速度提升至110km/h。特急列車「劍山」開始營運。

- 1998年：

- 3月14日：高德線的最高速度提升至130km/h。
- 7月10日：寢台列車「瀨戶」開始營運。

- 1999年：

- 3月13日：急行列車「吉野川」停運，所有急行列車停運。

### 2000年代
- 2000年：

- 10月14日：土讚線之特急列車「麵包超人列車」開始營運。

- 2001年：

- 5月13日：高松站新站舍完成。

- 2002年：

- 7月1日：土佐黑潮鐵道阿佐線開始營運，亦開始與土讚線互相直通運轉。

- 2003年：

- 9月30日：特急列車之車内販售服務停止（子會社之四鐵構内營業也解散）。
- 10月1日：瀨戶大橋線之快速列車「Marine Liner（マリンライナー）」以5000系列車營運。

- 2004年：

- 4月1日：公車部門分割為子公司「JR四國巴士」。
- 9月18日：5000系5100形列車在高松車站接受由鐵道友之會頒發的藍絲帶獎。
- 10月13日：特急「石鎚」部分列车以翻新的8000系列車開始營運。同年12月20日、特急「潮風」部分列车以翻新的8000系列車開始營運。

- 2006年：

- 3月1日：除了臨時車站外，所有車站都編上車站編號（JR集團之中第一家使用車站編號的公司。以互相直通運輸的土佐黑潮鐵道及阿佐海岸鐵道同時實施）。
- 5月25日：德島地區一般型柴油動車：1500型投入服務。

- 2007年：

- 3月1日：更換公司制服。

- 2008年：

- 2月26日：高知站新站舍開始營業，同時新站舍引入JR四國第一部自動檢票機。
- 3月15日：特急列車開始全面禁菸（吸煙車廂除外）。阿佐海岸鐵道阿佐東線之互相直通運輸暫時終止。
- 6月1日：與JR西日本共同開始電話預約服務。同時高松站設置自動檢票機、指定席自動售賣機。

- 2009年：

- 3月19日：特急列車之車内販賣服務於予讚線及土讚線重新試驗。8月1日正式投入服務。
- 10月1日：岡山站出發往四國之特急列車（包括快速「Marine Liner」）開始接受J-WEST信用卡。
- 12月1日：阿佐海岸鐵道阿佐東線之互相直通運輸重新營運。

### 2010年代
- 2011年：

- 3月5日：加入JR西日本的新「e5489」網上訂票系統。JR四國、西日本及九州各社超過一半的指定席列車均可以直接在網上預定。
- 3月12日：L特急稱呼廢除。特急列車的吸菸座亦正式撤去，全列車禁菸。

- 2012年：

- 3月17日：高松站及坂出站增設對應JR西日本的ICOCA儲值卡的專用感應器。兩站可使用ICOCA。

- 2013年（平成25年）

- 10月5日：行走予土線的觀光火車「清流四萬十號」翻新，並改稱為「四萬十Torokko號」。

- 2014年：

- 3月1日：予讚線高松站～多度津站間所有車站加裝了能對應ICOCA卡的感應器。
- 3月6日：加設了觀光設施「戀愛長櫈」（らぶらぶベンチ，Love Love Bench），予土線的江川崎站及土讚線的坪尻站成為JR四國內首兩個新設相關設施的車站。
- 3月15日：予土線另一輛特色列車「鐵道興趣列車」正式投入服務。
- 6月23日：新型特急電力動車組8600系投入服務，行走於予讚線晨早及晚上的「石鎚」號列車。
- 7月4日：7-11與四國便利商店宣佈合作模式，3年內現存的「四國便利商店」將會翻新並加入7-11的商標。
- 7月26日：行走予讚線舊線（海線，伊予大洲经由）的觀光列車「伊予灘物語」（伊予灘ものがたり）開始營運。

- 2016年：

- 塗上台鐵EMU800型區間車配色的8000系電車
- 台鐵EMU800型區間車

- 2月25日：與台灣鐵路管理局達成姊妹友好協定。
- 3月26日：時間表改正，予讚線特急「潮風」「石鎚」導入8600系電車；8000系加入「麵包超人」列車；而全部「潮風」「石鎚」亦不再駛進至宇和島站，全由「宇和海」號列車擔當。「宇和海」新增單車搭運服務。。
- 7月24日：開始經營公寓銷售，首個項目為「J.Class高松昭和町」。

- 2017年：

- 3月：為紀念與台鐵達成姊妹友好協定1周年，推展了印章收集活動，另外JR四國8000系及台鐵EMU800型電聯車的交換塗色列車正式運行。
- 4月1日：土讚線觀光列車「四國正中千年物語」正式營運。
- 9月11日：與德島大學、香川大學、愛媛大學及高知大學簽定觀光提携協定。
- 10月19日：與日本郵政四國支社簽定合作協定，推出「無人站郵票」系列、明信片等紀念品，亦在土讚線主題列車上增設郵筒以促進兩者的營運。

- 2018年：

- 7 - 9月：2018年7月西日本豪雨引玫大面積山泥傾瀉及水浸事件，受影響的位置多達134處，至9月才恢復全線通車。

- 2019年：

- 3月15日：113系電車定期运营结束。
- 8月31日：113系電車全部废车。由此JR四国成为JR集团中第一个所有的电车均使用VVVF变频的公司。

### 2020年代
- 2020年：

- 3月14日：

- 予讚線南伊予站開業。
- 將於香川縣內七個站，包括予讚線詫間站、觀音寺站、土讚線善通寺站、琴平站、高德線栗林公園北口站、栗林站及屋島站增設對應ICOCA及其他日本全國互相通用IC卡的簡易讀寫器。

- 7月18日：牟岐～海部間因進行導入雙模式車輛（DMV）的改善工程，列車服務暫停，改以替代巴士行走。室戶2號無法服務牟岐～海部間的車站，並改以牟岐為臨時起點，預計至2021年1月31日為止。
- 8月11日：JR四國向國土交通省四國運輸局提出將阿波海南～海部一段的牟岐線廢線，實行日期為2021年8月31日。
- 9月29日：獲得國土交通大臣的同意下，國土交通省四國運輸局接納JR四國有關申請，並將牟岐線阿波海南～海部的廢線日期大幅提早至本年10月30日。
- 10月30日：預計牟岐線阿波海南～海部一段正式脫離牟岐線。

- 2021年：

- 2月1日：隨着阿佐海岸鐵道的DMV投入服務，原屬牟岐線的阿波海南站及海部站轉編為阿佐東線內。

## 路線

### 現有路線
| 分類       | 中文線名    | 日文線名       | 路段           | 營業距離（公里） | 路線編號、愛稱、通稱 | 備註                                   |
| ---------- | ----------- | -------------- | -------------- | ---------------- | --- | -------------------------------------- |
| 幹線       | 予讚線      |                | 高松－宇和島   | 297.6            | ■Y（高松－松山） ■U（松山－向井原） ■U（伊予大洲－宇和島） ■S（向井原－伊予大洲） ■Y 瀨戶大橋線（高松－坂出） ■G 予土線（北宇多津－宇多津） 愛在伊予灘線（伊予市－伊予大洲） | 原稱「予讚本線」，1988年6月1日改為現稱 |
| 幹線       | 予讚線      | 向井原－內子   | 23.5           | ■U               | | 原稱「予讚本線」，1988年6月1日改為現稱 |
| 幹線       | 予讚線      | 新谷－伊予大洲 | 5.9            | ■U               | | 原稱「予讚本線」，1988年6月1日改為現稱 |
| 幹線       | 高德線      |                | 高松－德島     | 74.5             | ■T ■T 德島線（佐古－德島） ■T 鳴門線（池谷－德島） | 原稱「高德本線」，1988年6月1日改為現稱 |
| 幹線       | ■本四備讚線 |                | 兒島－宇多津   | 18.1             | ■瀨戶大橋線 | 茶屋町－兒島段12.9公里由JR西日本管轄   |
| 幹線       | 土讚線      |                | 多度津－窪川   | 198.7            | ■D（多度津－高知） ■K（高知－窪川） ■B 德島線（佃－阿波池田） | 原稱「土讚本線」，1988年6月1日改為現稱 |
| 地方交通線 | 內子線      |                | 新谷－內子     | 5.3              | ■U |                                        |
| 地方交通線 | 予土線      |                | 若井－北宇和島 | 76.3             | ■G 四萬十綠色鐵道 |                                        |
| 地方交通線 | 鳴門線      |                | 池谷－鳴門     | 8.5              | ■N |                                        |
| 地方交通線 | 德島線      |                | 佃－佐古       | 67.5             | ■B 吉之川藍色鐵道 | 原稱「德島本線」，1988年6月1日改為現稱 |
| 地方交通線 | 牟岐線      |                | 德島－阿波海南 | 77.8             | ■M 阿波室戶海濱鐵道 |                                        |

- 「瀨戶大橋線」為予讚線高松－宇多津段、本四備讚線全線與JR西日本宇野線岡山－茶屋町段的愛稱[20]。

### 廢除路線
| 分類       | 中文線名 | 日文線名 | 路段           | 營業距離（公里） | 路線編號 | 廢除年月日     | 備註 |
| ---------- | -------- | -------- | -------------- | ---------------- | -------- | -------------- | --- |
| 地方交通線 | 中村線   |          | 窪川－中村     | 43.4             |          | 1988年4月1日   | 被指定為第3次特定地方交通線而廢除 轉移至土佐黑潮鐵道■TK 中村線 轉換時更改了營業距離，現在為43.0公里                        |
| 地方交通線 | 牟岐線   |          | 阿波海南－海部 | 1.5              | ■M       | 2020年10月31日 | 轉移至阿佐海岸鐵道■AK 阿佐東線                                                                                             |
| 航路       | 宇高航路 |          | 宇野－高松     | 18.0             |          | 1988年4月10日  | 伴隨瀨戶大橋線通車，宇高連絡船與氣墊船廢除 高速艇於1990年3月31日休止（1991年3月16日廢止） 實際距離為11.3海里（21.0公里）。 |

## 與其他JR公司的分界站
線區所屬公司將JR四國設為〔四〕，同樣將JR西日本用〔西〕的例子來表示。
- ○：全面由對方旅客鐵路公司管轄

JR西日本
- ○兒島站〔四〕本四備讚線・〔西〕本四備讚線

## 運營的特急列車
- 潮風 岡山-松山（宇野線、本四備讚線、予讚線）
- 石鎚 高松-松山（予讚線）
- 南風 岡山-高知（宇野線、本四備讚線、予讚線、土讚線）
- 四萬十 高松-高知（予讚線、土讚線）
- 足摺 高知-宿毛（土讚線、土佐黑潮鐵道中村線、宿毛線）
- 劍山 德島-阿波池田（德島線）
- 渦潮 高松-德島（高德線）
- 宇和海 松山-宇和島（予讚線、內子線）

## 車輛

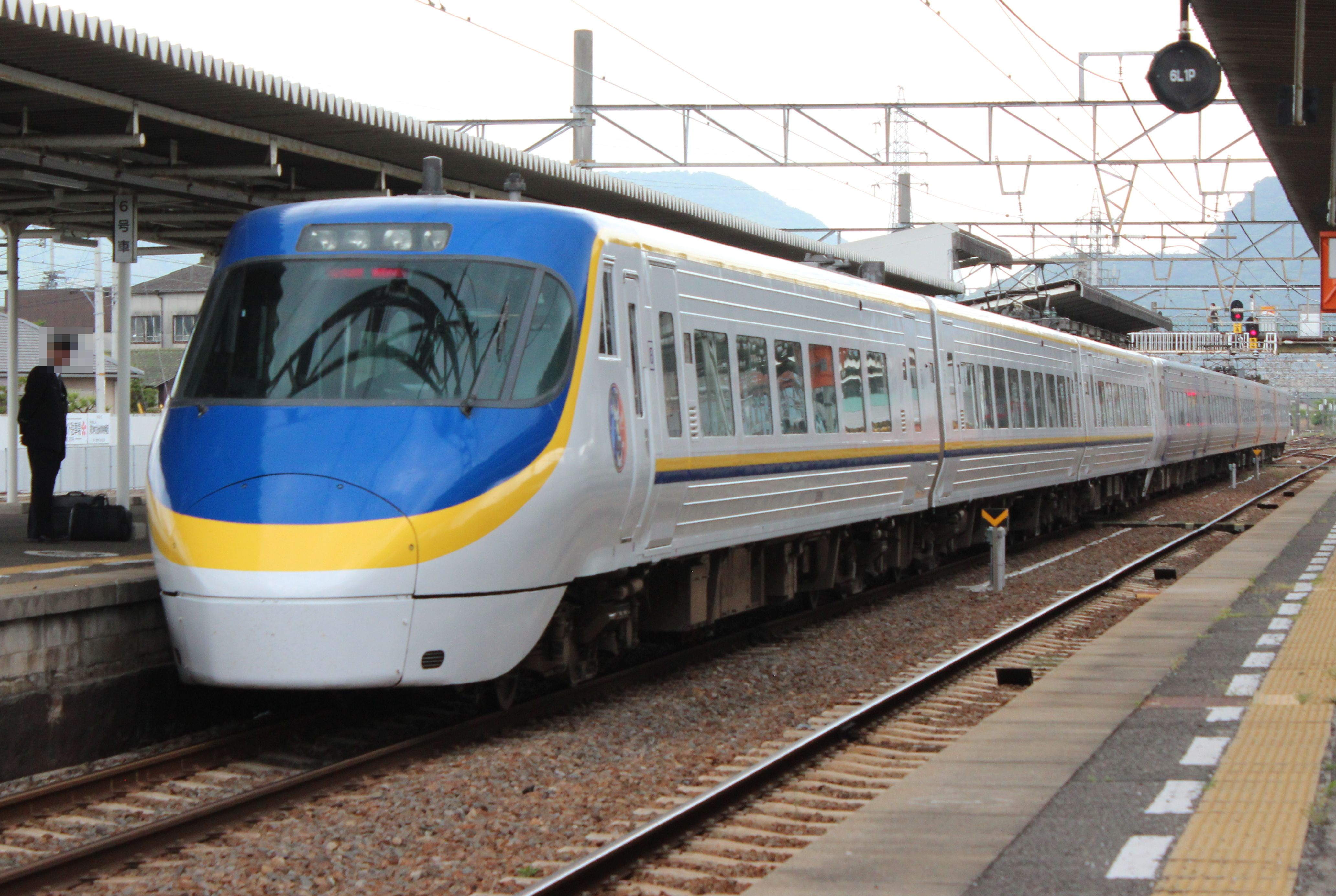
JR四國8000系電聯車(採用台鐵EMU800型電聯車塗裝)

### 機車

#### 蒸汽機車
無

#### 電力機車
無

#### 柴油機車
DE10、DF50(展示用)

### 動車組 (包括電力及柴油推動)

#### 新幹線
無

#### 特急型
- 8600系
- 8000系
- Kiha 181系(已全部退役，其中Kiha181-1讓渡給JR東海保存用)
- Kiha 185系(部份曾讓渡給JR九州)
- 2000系 - N2000系
- 2600系(僅建造了量產試製車，量產車計畫取消，以2700系替代)[註 1]
- 2700系

#### 急行型
- Kiha 54系0番台
- Kiha 58系
- Kiha 65系

#### 近郊型
註：JR四国通常称作「一般型」。
- 111系(自JR東海讓渡，已全部退役)
- 113系(自JR東日本讓渡)
- 121系／JR四國7200系：原國鐵121系，於2016年起逐步改造為7200系。
- 5000系
- 6000系
- 7000系
- Kiha 20系(已全部退役)
- Kiha 23/45系(已全部退役)
- Kiha 32系
- Kiha 40系
- Kiha 47系
- Kiha 185系3000番台
- 1000型
- 1200型
- 1500型

#### 通勤型
- Kiha 30/35系 (已全部退役)

#### 專業/測試型
無

### 客車

#### 臥鋪型
无

#### 特急/急行型
12系(已全部退役) - 14系(部份從JR東海讓渡)

#### 普通型
50系(已全部退役)

#### 專業/測試型
34系

## 相關企業
- JR四國巴士（ジェイアール四国バス株式会社）
- Willie Winkie（日语：ウィリーウインキー），JR四國屬下的麵包連鎖店。
- 四國便利商店（日语：四国キヨスク），JR四國屬下的連鎖便利商店。
- ，JR四國屬下的連鎖烏冬製造及食店。
- 克雷緬特飯店（HOTEL CLEMENT），JR四國屬下的酒店，現時於高松、德島及宇和島共有三間。

## 外部連結
- JR四国旅客鐵道（页面存档备份，存于）（日語）（英文）（繁體中文）（简体中文）
- JR四國旅行（页面存档备份，存于）（日語）（英文）（繁體中文）（简体中文）